# Волнухин, Сергей Михайлович
Серге́й Миха́йлович Волну́хин (8 [20] ноября 1859, Москва, Российская империя — 11 июня 1921, Геленджик, РСФСР) — русский скульптор, ведущий представитель московского академизма последних дореволюционных десятилетий, ассоциируемый с поздней волной передвижников, педагог; создатель памятника первопечатнику Ивану Фёдорову в Москве, участник плана монументальной пропаганды, также исполнял жанровые статуэтки и портреты. Академик Императорской Академии художеств (с 1910), преподаватель московских Училища живописи, ваяния и зодчества и ВХУТЕМАСа (с 1895), в последнем качестве — наставник Сергея Конёнкова, Анны Голубкиной и ряда других известных ваятелей рубежа двух эпох.

## Биография
Родился 8 (20) ноября 1859 года в купеческой семье Михаил Никифоровича и Евдокии Дмитриевны Волнухиных в московском Замоскворечье. В 1873–1886 годах учился (с перерывом) в МУЖВЗ: сначала — на архитектурном отделении, некоторое время — на живописном у В. Г. Перова, и, наконец, — на скульптурном отделении у С. И. Иванова. В 1881 году окончил курс наук, и за скульптуру «Мальчик» (гипс) получил большую серебряную медаль. Получив в 1886 году диплом на звание классного художника по скульптуре стал преподавать в московских городских училищах и в училище изящных искусств Гунста. В 1887–1893 годах выполнял модели для художественных изделий мелкой пластики и заказы на декоративные лепные украшения. Свыше двадцати лет (1895–1918) Волнухин руководил скульптурной мастерской в МУЖВЗ, в 1917—1921 годах преподавал в ГСХМ — Вхутемасе — Вхутеине. С 1910 года С. М. Волнухин — академик Императорской Академии художеств.

## Творчество
С начала 1890-х годов Волнухин выступал в жанре скульптурного портрета — «Актёр П. А. Хохлов в роли Евгения Онегина» (1891, гипс; в музее Большого театра). Он является автором портретов П. М. Третьякова (бронза, 1899), коллекционера И. Е. Цветкова («Любитель», бронза, 1900) и А. М. Корина (гипс, 1902) — оба находятся в Третьяковской галерее. Им созданы портретные фигуры художника С. В. Иванова (1901), писателей Н. В. Гоголя (1901) и Т. Г. Шевченко (1913—1914).
Самой известной его работой является памятник первопечатнику Ивану Фёдорову в Москве (бронза, открыт в 1909).

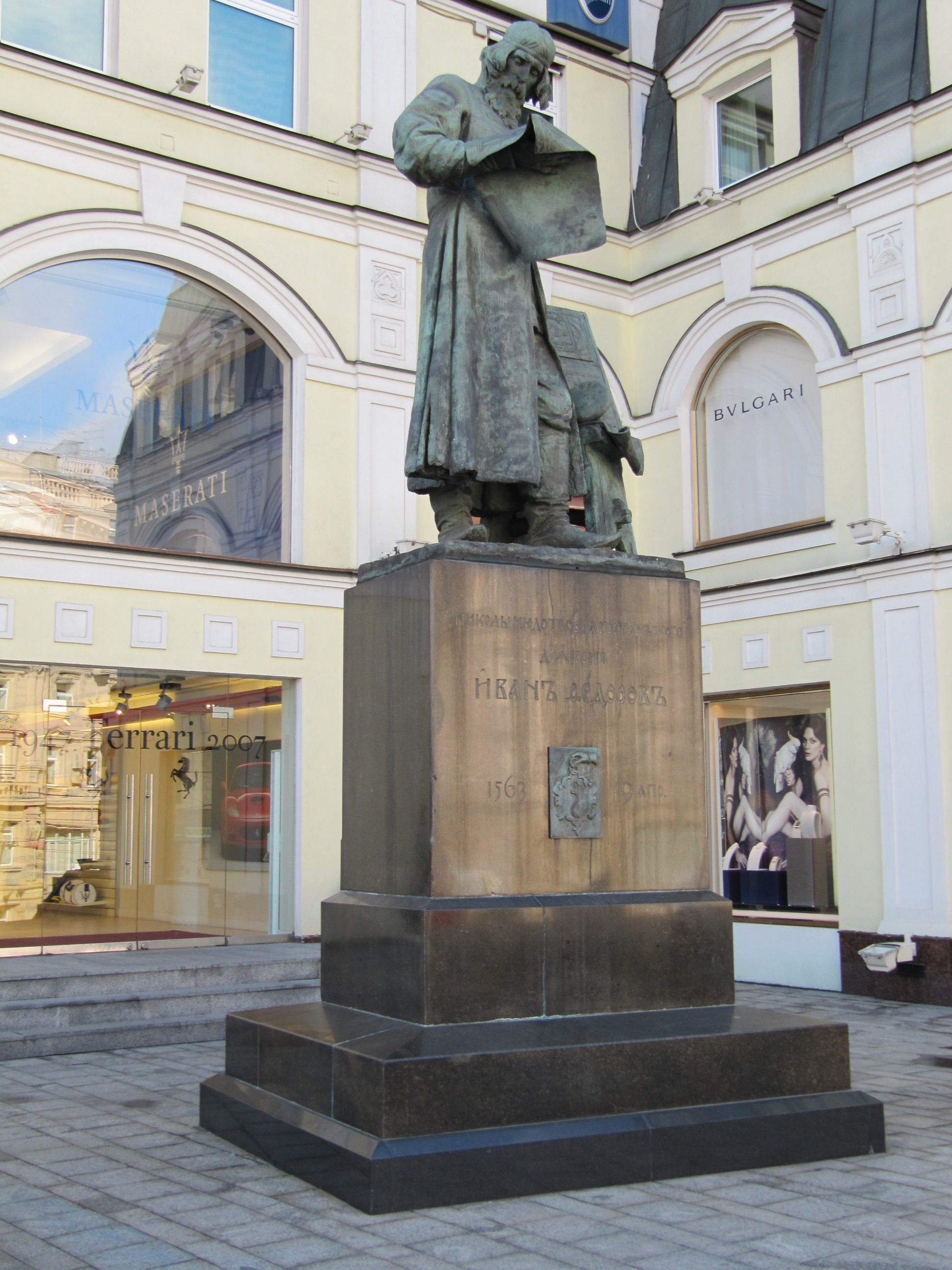
Памятник первопечатнику Ивану Фёдорову в Москве

11 февраля 1911 года в Саратове был торжественно открыт памятник императору Александру II, частично исполненный по проекту С. М. Волнухина (в 1918 году памятник был демонтирован, сохранилась скульптура учительницы с девочкой, ставшая «Памятником первой учительнице».
В 1918 году участвовал в осуществлении ленинского плана монументальной пропаганды и выполнил памятник Т. Г. Шевченко на Рождественском бульваре у Трубной площади (не сохранился).
Его ученики: Н. А. Андреев, А. С. Голубкина, В. Н. Домогацкий, С. Т. Конёнков, И. С. Ефимов, А. Т. Матвеев и др.:

Он не «натаскивал» своих учеников, а развивал в них чувство гармонии, самостоятельности и прежде всего ценил глубину мысли. В каждом из нас он старался найти и развить природное дарование; бережно относился к росткам таланта и самобытности. А главное, учил не быть белоручками.
— У истоков творчества / Конёнков С. Т. Слово к молодым. — М.: «Молодая Гвардия», 1958. — 146 с.

## Семья
Жена (с октября 1885) — Александра Васильевна Волнухина, урождённая Васильева, получила домашнее образование, имея свидетельство на звание учительницы приходского училища, преподавала с 1 (13) июля 1881 г., с 1 (14) ноября 1909 года старшая учительница, преподаватель в 4-м классе. Их дети:
- Владимир[7] (сентябрь 1886—?)[1], был арестован в революцию 1905 года[8]
- Дмитрий[7] (10 октябрь 1888—1934)[1]
- Мария (январь 1891—?)[1]
- Елена (1893—1981)[9][c]
- Анна (ноябрь 1895—?)[1]

## Комментарии
1. ↑  В 1882 году, прервав занятия в училище, Волнухин совершенствовал своё искусство в стенах Академии художеств в Петербурге, где получил малую золотую медаль за скульптурный этюд с натуры «Лошадь» (1882).
2. ↑  Путеводитель по Саратову так описывал памятник: «Главных фигур пять: центральная Императора Александра Второго, угловые фигуры: 1) «Освобождение крестьян» символизирует  крестьянин, творящий крестное знамение, 2) «Народное образование» — женщина с девочкой, 3) «Правосудие» — Фемида с весами в руках, 4) «Освобождение славян» — болгарка с ребенком. Фигуры отлиты из темной бронзы. Украшение памятника составляют: 4 двуглавых орла, Императорские регалии, герб Саратовской губернии, 8 львиных голов и другое…»
3. ↑  В работе старшего научного сотрудника Геленджикского историко-краеведческого музея В. Н. Жуковой в газете "Прибой" приведена цитата из одного из предсмертных писем С. М. Волнухина: Милая Ленушка, вот мы теперь, наконец, в Гилянджике. Место дачи чудное, около самого моря, погода стоит чудесная, и вообще по побережью здесь хорошо… Здоровье мое, хотя медленно, но чувствую, поправляется[10] Ошибочно предполагалось, что это письмо адресовано жене, хотя очевидно, что адресатом была дочь Елена.